# Åklagarens vittne (novell)
För andra betydelser, se Åklagarens vittne (olika betydelser).
Åklagarens vittne (engelska: The Witness for the Prosecution) är en novell av den brittiska författaren Agatha Christie. Berättelsen publicerades ursprungligen som "Traitor's Hands" i veckotidningen Flynn's i utgåvan den 31 januari 1925.
År 1933 publicerades berättelsen för första gången som "The Witness for the Prosecution" i samlingen The Hound of Death som endast utkom i Storbritannien. År 1948 publicerades den slutligen i USA under den titeln i samlingen The Witness for the Prosecution and Other Stories. Berättelsen har anpassats för scen, film och tv.

## Handling
Leonard Vole arresteras för mordet på Emily French, en förmögen äldre kvinna. Ovetande om att han var en gift man gjorde miss French honom till sin främste arvinge, vilket gjorde Leonard misstänksam. När hans fru Romaine går med på att vittna gör hon det inte till Leonards försvar utan som vittne för åklagarsidan. Romaines beslut är en del av en komplicerad plan för att befria sin man. Hon ger först åklagarsidan dess starkaste bevis, sedan fabricerar hon nya bevis som misskrediterar hennes vittnesmål i tron att hennes åtal som otrogen hustru skulle förbättra Leonards chanser att bli frikänd mycket mer än hennes vittnesmål för försvaret. Det avslöjas sedan att Leonard Vole i själva verket dödade Emily French.

### Ändringar
Den ursprungliga novellen fick ett abrupt slut med den stora vändningen – Romaines avslöjande att Leonard Vole i själva verket var skyldig. Med tiden blev Christie missnöjd med detta abrupta och dystopiska slut (ett av de få Christie-slut där en mördare undgår straff), som i vilket fall som helst skulle ha behövt ändras för scen- och filmversioner där ett så brutalt brott som inte bestraffades skulle ha varit otänkbart vid den tiden.
I den senare omskrivningen av berättelsen till en pjäs lade hon till en ung älskarinna till Leonard, som inte dyker upp förrän i slutet av pjäsen. Älskarinnan och Leonard är på väg att lämna Romaine (kallad "Christine" i alla film- och tv-versioner, och de flesta scenproduktioner efter den ursprungliga Broadway-produktionen, fram till 2016 års TV-version) som ska arresteras för mened, när Romaine tar tag i en kniv och hugger och dödar Leonard. Hon kommer att försvaras av samma advokat som hon lurade till att få Leonard frikänd från första början. Detta förblev standardproduktionsformatet fram till Sarah Phelps TV-version från 2016, som återställde det ursprungliga slutet men ändrade andra karaktärers öden.

## Karaktärer
- Leonard Vole, den anklagade
- Emily French, offret
- Janet Mackenzie, Emily Frenchs hembiträde
- Romaine (senare omdöpt till Christine) Heilger/Vole, "hustru" till den anklagade
- Mayhew/Mayherne, den anklagades advokat
- Sir Wilfrid Robarts, huvudadvokat för den anklagade
- Domare Wainwright
- Inspektör Hearne, arrestpolis
- Greta, Sir Wilfrids maskinskrivare
- Carter, Sir Wilfrids kontorist

## Bearbetningar

### Teater
- Åklagarens vittne dramatiserades som en pjäs av Agatha Christie. Pjäsen hade premiär i London den 28 oktober 1953 på Winter Garden Theatre producerad av Peter Saunders och regisserad av Wallace Douglas. I premiärrollerna ingick Derek Blomfield som Leonard Vole, Patricia Jessel som Romaine Vole och David Horne som Sir Wilfrid Robarts.
- Pjäsen hade premiär på Broadway den 16 december 1954.[3]
- 2002 Свидетель обвинения (Ryssland)
- 2005 Khara Sangaycha Tar (marathi))
- 2011 (検察側の証人 [Kensatsugawa no shonin] ) Åklagarens vittne (Japan)
- 2018 "奪命証人" [Åklagarsidans vittne] (Hongkong)
- 2018 Tomar Kono Satyo Nei (bengali)

### Film
- En filmatisering av Åklagarens vittne hade premiär 1957 med Tyrone Power som Leonard Vole, Marlene Dietrich som Christine Vole och Charles Laughton som Sir Wilfrid Robarts.[1] Filmen dramatiserades av Larry Marcus och Harry Kurnitz och filmens regissör var Billy Wilder.
- I augusti 2016 rapporterade Variety att Ben Affleck var på tal att regissera och spela huvudrollen i en nyinspelning av Åklagarens vittne. Christopher Keyser skulle skriva manus och Affleck skulle producera tillsammans med Matt Damon, Jennifer Todd och Agatha Christies dödsbo. Projektet förverkligades aldrig.[4]
- BBC:s TV-miniserie från 2016[5] publicerades också ut som en fristående film.

### TV
- BBC Television sände Åklagarens vittne 1949 med Dale Rogers som Leonard Vole, Mary Kerridge som Romaine Vole och Derek Elphinstone som Sir Wilfrid Robarts. Denna version regisserades av John Glyn-Jones och dramatiserades av Sidney Budd.[6]
- Åklagarens vittne filmatiserades för NBC, också 1949, med Nicholas Saunders som Leonard Vole. Denna version sändes som en del av The Chevrolet Tele-Theatre och regisserades av Gordon Duff.
- Avsnittet av CBS antologiserie Danger den 7 november 1950 var en bearbetning av berättelsen. Den regisserades av Yul Brynner.
- CBS producerade en andra version av Åklagarens vittne 1953 med Tom Drake som Leonard Vole, Andrea King som Romaine Vole och Edward G. Robinson som Sir Wilfrid Robarts.[7] Denna version, som sändes som en del av antologiserien Lux Video Theatre, regisserades av Richard Goode och dramatiserades av Anne Howard Bailey.[8]
- Hallmark Channel producerade Åklagarens vittne 1982 med Beau Bridges som Leonard Vole, Diana Rigg som Christine Vole och Ralph Richardson som Sir Wilfrid Robarts. Denna version baserades på Billy Wilders film med bearbetning av John Gay och regisserades av Alan Gibson.[9]
- BBC producerade ytterligare en tvådelad version av Åklagarens vittne till julen 2016 med Kim Cattrall som Emily French, Billy Howle som Leonard Vole, Andrea Riseborough som Romaine Heilger, Toby Jones som John Mayhew och David Haig som Sir Charles Carter.[10]